# Kriegerdenkmale in Veringenstadt

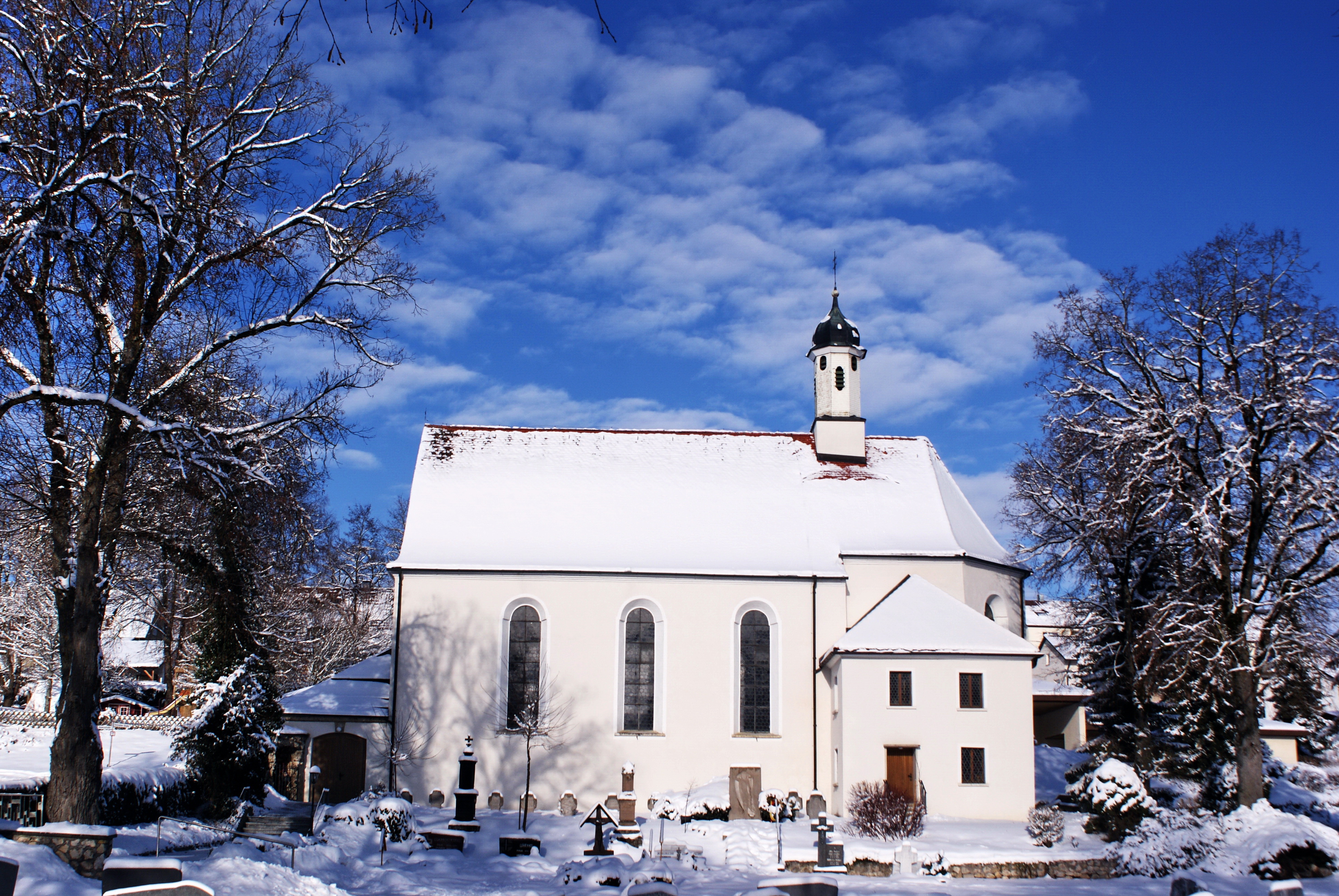
Wallfahrtskirche Maria Deutstetten mit den Kriegerdenkmale der Gemeinde Veringenstadt.

Auf dem Vorplatz der Wallfahrtskapelle Maria Deutstetten in Veringenstadt im Landkreis Sigmaringen, Baden-Württemberg, stehen mehrere Denkmale für die Opfer von Kriegen:
- Denkmal zum Deutschen Krieg 1866
- Denkmal zum Deutsch-Französischen Krieg 1870–1871
- Denkmal zum Ersten Weltkrieg 1914–1918
- Denkmal zum Zweiten Weltkrieg 1939–1945

Alle diese Denkmale haben nicht das Ziel Kriege oder kriegerische Handlungen zu glorifizieren, sondern wollen die Betrachter innehalten lassen und sie dazu ermutigen, sich stets für ein friedliches Miteinander aktiv einzusetzen:
„Wer das liest, der wisse und beherzige: Ihr alle seid Brüder!“

## Denkmal zum Deutschen Krieg 1866

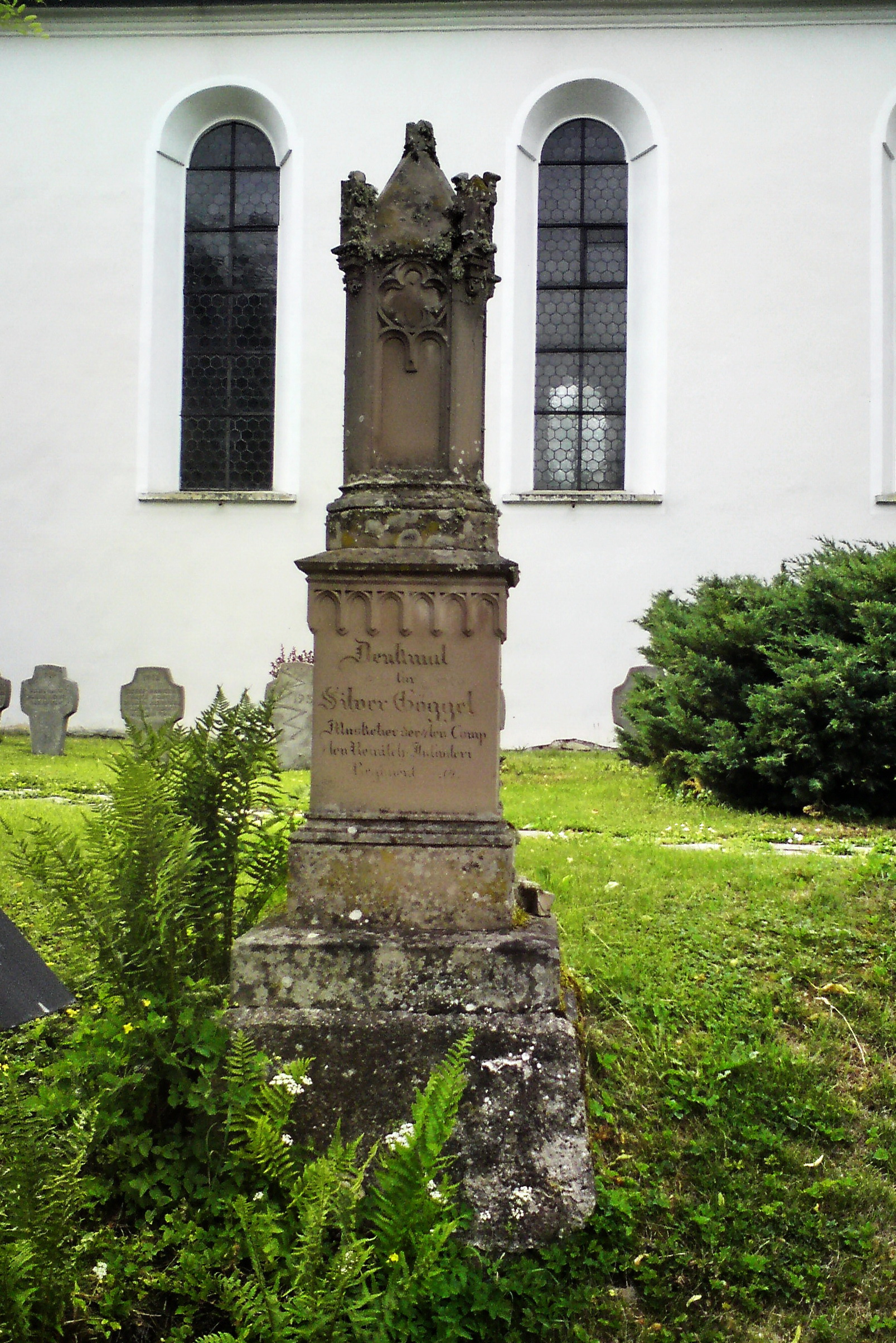
Gefallenendenkmal Deutscher Krieg 1866.

Auf dem Vorplatz der Kapelle steht ein Gefallenendenkmal zur Erinnerung an den Deutschen Krieg 1866. Die Inschrift des Denkmals lautet: „Denkmal für Silver Göggel Musketier der 4ten Comp: 7ten Reinisch: Infanteri Regiment No: 69. Gestorben zu Pardubltz in Böhmen d: 5t: August 1866 Alter 24 Jahr 3 Monat. Gewidmet von seinen Waffenbrüdern und Freunden“.
Im Inneren des Denkmals befindet sich eine Urkunde mit folgendem Inhalt:

„Weil das Leben der Menschen kurz ist und ihr Dasein von geringer Dauer ist, auch die geschehenen Sachen vergeßlich sind, so haben wir, die hier ausgezeichneten Soldaten und Kriegsteilnehmer der Stadt Veringen des im Feldzuge der königlichen Preußischen Armee in Böhmen gestorbene Silver Göggel beschlossen, demselben ein Denkmal zu setzen auf dem Gottesacker der Stadt Veringen bei der Wallfahrtskirche Maria Dillstetten.
Das Denkmal für den Silver Göggel wurde gesetzt am 30. August 1867.
Er wurde zur Fahne einberufen den 12. Mai des Jahres 1868, hat gedient bei der 4. Kompagnie des 7. Rheinischen Infanterie-Regiments Nr. 69 und ist den 18. Und 19. Juli 1866 nach Wilfesdorf bei Wien gekommen, den 27. Juli kam er in das Lazarett nach Au, wurde dann am 5. August in deinem Alter von 24 Jahren drei Monaten an der asiatischen Cholera starb.
Diese Schriften hat aus Auftrag Eugen Dobler Drechslermeister, der den Feldzug von 1866 ebenfalls mitgemacht, gewissenhaft geschrieben, der Sohn des noch lebenden Lehrers Dobler von Veringenstadt.
Geschrieben und gesiegelt zu Veringenstadt den 30. Aug. 1867. – eintausend achthundert sechzig und sieben. – gez. Eugen Dobler.
Verzeichnis der in Böhmen 1866 gewesenen Krieger der Stadt Veringen: Silver Göggel, Tiburt Pfaff, Mangold Walz, Konstantin Rösch, Kunibert und Roman Lendle (Brüder), Gerhart Bero, Konrad Kramer, Manswed Fink, Adolf und Heribert Schmid (Brüder), Roman und Hermann Deigendesch (Brüder), Sebald Zillenbiller, Albert Kohler, Philipp Kohler, Hermann Kohler, Emil Dobler.
Die hier aufgezeichneten Männer haben den Feldzug 1866 bei der Armee am Main und Rhein mitgemacht: Nikolaus Fink, Eugen Dobler, Wilhelm Rudolf (diese drei waren verheiratet schreibt der Chronist), Adelmar Baur, Wilhelm Günter, Xaver Schmid.
Bei der Preußischen Fahne haben ferner noch gedient aber haben den Feldzug nicht mitgemacht: Konstantin Eggstein, Josef Schmid, Bernhard Stauß, Edwin Eggstein, Anslem Eggstein, Kolumban Reiser, Mathias Wern, Gendarm Möllenbeck, Johann Walz.
Die übrigen Ereignisse sind bekannt genug. Es möge Gott geben, daß dieses der letzte Kampf der Deutschen gegen die Deutschen war.

[…]

Dies sind die Bürger, welche auch Beiträge zu diesem Stein gegeben haben: H. H. Stadtpfarrer Bieger, Herrn Hauptlehrer R. K. Dobler,  …lin  Stöhr, Laurenz Haug, Johann Allgaier, Gustav Deigendesch, Willibald Rehm, Müller Vogel, Joseph Allgaier, Hirschwirt König, Joseph Eggstein, Kasimir Stauß, Anton Deigendesch,  Philipp Heberle, Kaufmann Heinzelmann, Fortunat Dobler, Stefan Endriß, Joh. Anton Gern, Karl Göggel, Johann Endriß, Adolf Endriß, Johann Schei-Birkhof, Augustin Göggel, Vinzent Günter, Anton Eggstein, Leander Geist, Magnus Kleiner, Didmar Eggstein, Kaufmann Endriß

[…]

Den Stein hat gemacht Fridolin Gauggel von Veringenstadt und kostet dreißig Gulden. Der Stein wurde gesetzt den 30. August 1867.
Sollten unsere Nachkommen diesen Stein öffnen, so mögen sie für uns den lieben Gott bitten und diese Schriften in Ehren halten.
Möge Gott uns alle dereinst zur seligen Wohnung führen und uns eine fröhliche Auferstehung verleihen[…]“

## Denkmal zum Deutsch-Französischen Krieg 1870–1871

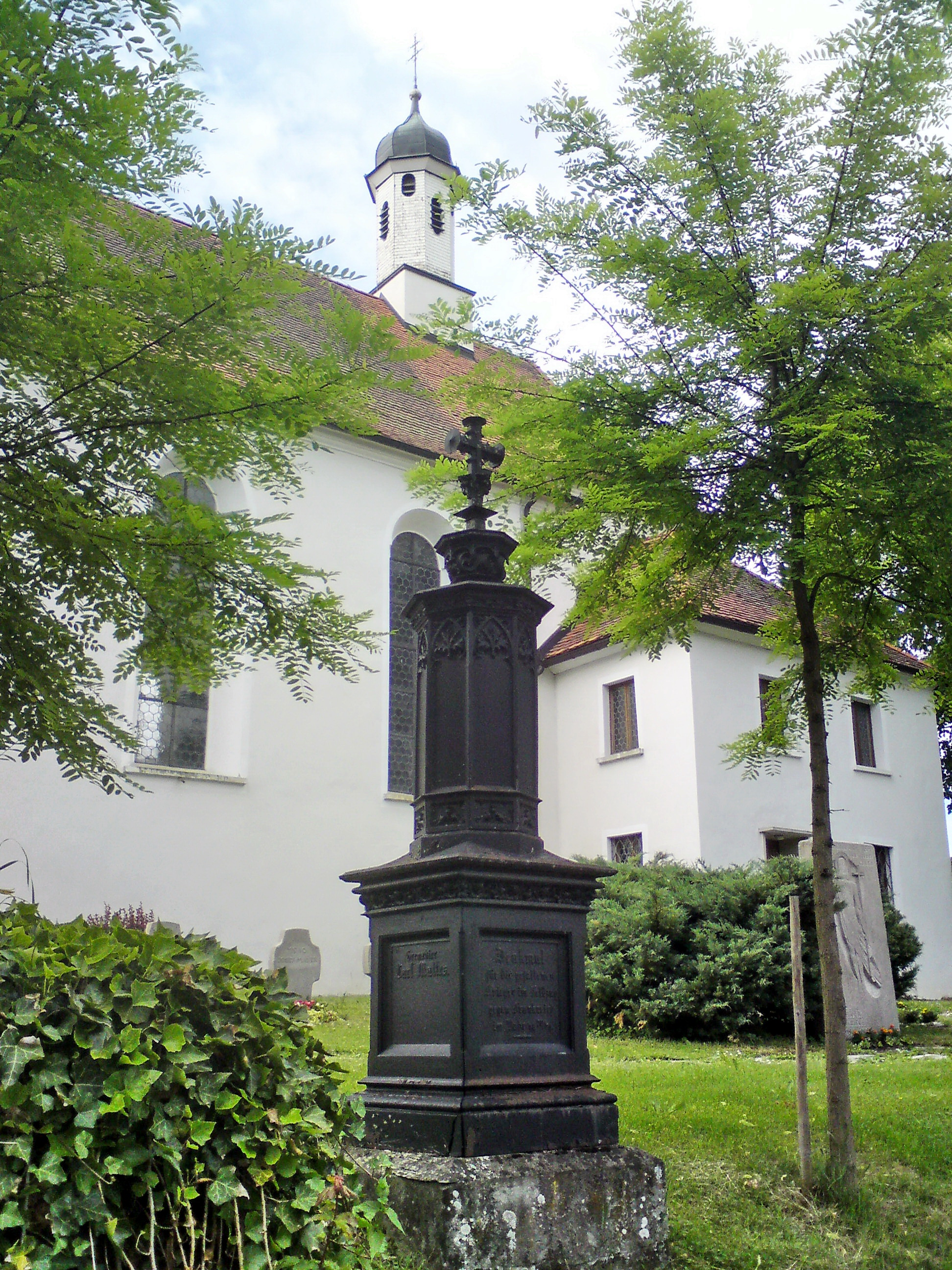
Kriegerdenkmal des Deutsch-Französischen Krieges 1870–1871.

Daneben steht das Kriegerdenkmal des Deutsch-Französischen Krieges 1870–1871. Dessen Inschrift lautet: „Denkmal für die gefallenen Krieger im Feldzug gegen Frankreich im Jahr 1870/71. Gefreiter Hermann Deigendesch. Karl Mattes, Grenadier, gefallen in der Schlacht bei St. Privat am 18. August 1870: 4. Garde-Grenadier-Regiment Königin, 7. Companie. Füsilier Philipp Kohler.“

## Denkmale für die Opfer des Ersten Weltkrieges 1914–1918
An der Ostseite des Kirchenlanghauses ist eine Gedenktafel an den Ersten Weltkrieg angebracht. Sie ist mit zwei Pelikanen gekrönt, an deren aufgerissener Brust je drei junge Pelikane den blutroten Lebensborn ihrer sterbenden Mutter trinken. In der Bildmitte ist der unter der Last des Kreuz gebrochene Jesus dargestellt. Die Inschrift der Gedenktafel lautet: „Im Elend des großen Krieges, so man schrieb das Jahr 1918 auf 1919 haben in schmerzendem Weh Eltern und Geschwister, Witwen, Waisen und Verwandte von Nah und Fern für mehr als 650 gefallene Krieger, deren Namen Gott weiß und die im Jahrtagbuch geschrieben sind, ein Seelengedächtnis auf ewige Zeiten in dieser Wallfahrtskirche gestiftet. – Wer das liest, der wisse und beherzige: Ihr alle seid Brüder, darum betet füreinander, damit ihr zum Heile gelangt.“

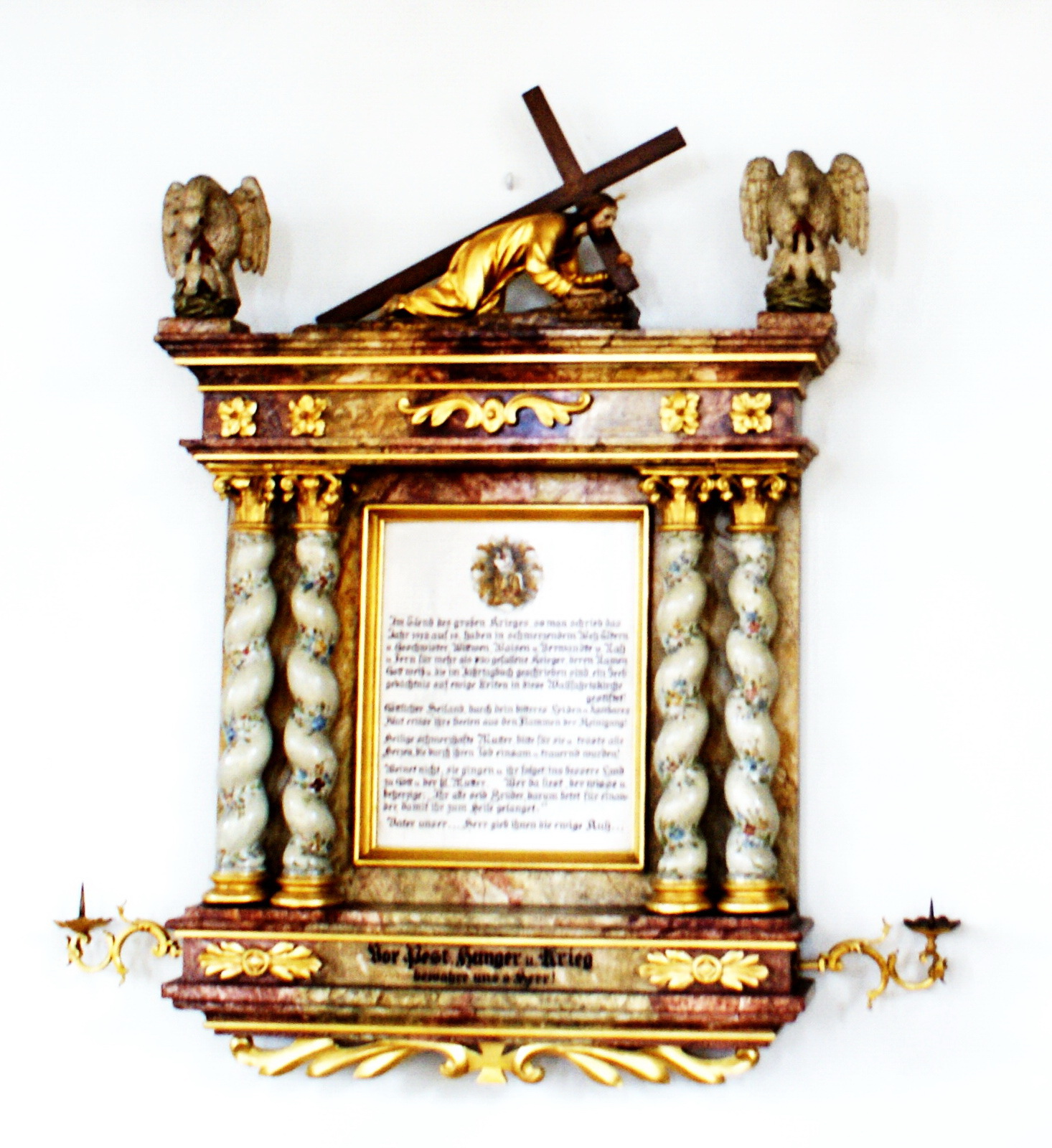
Gedenktafel anlässlich der Stiftung des „Kriegerjahrtages“ 1918. Eingeweiht am 18. Februar 1919. Gefertigt durch Kunstmaler Leonhard Steinle (1877–1923) aus Sigmaringen.
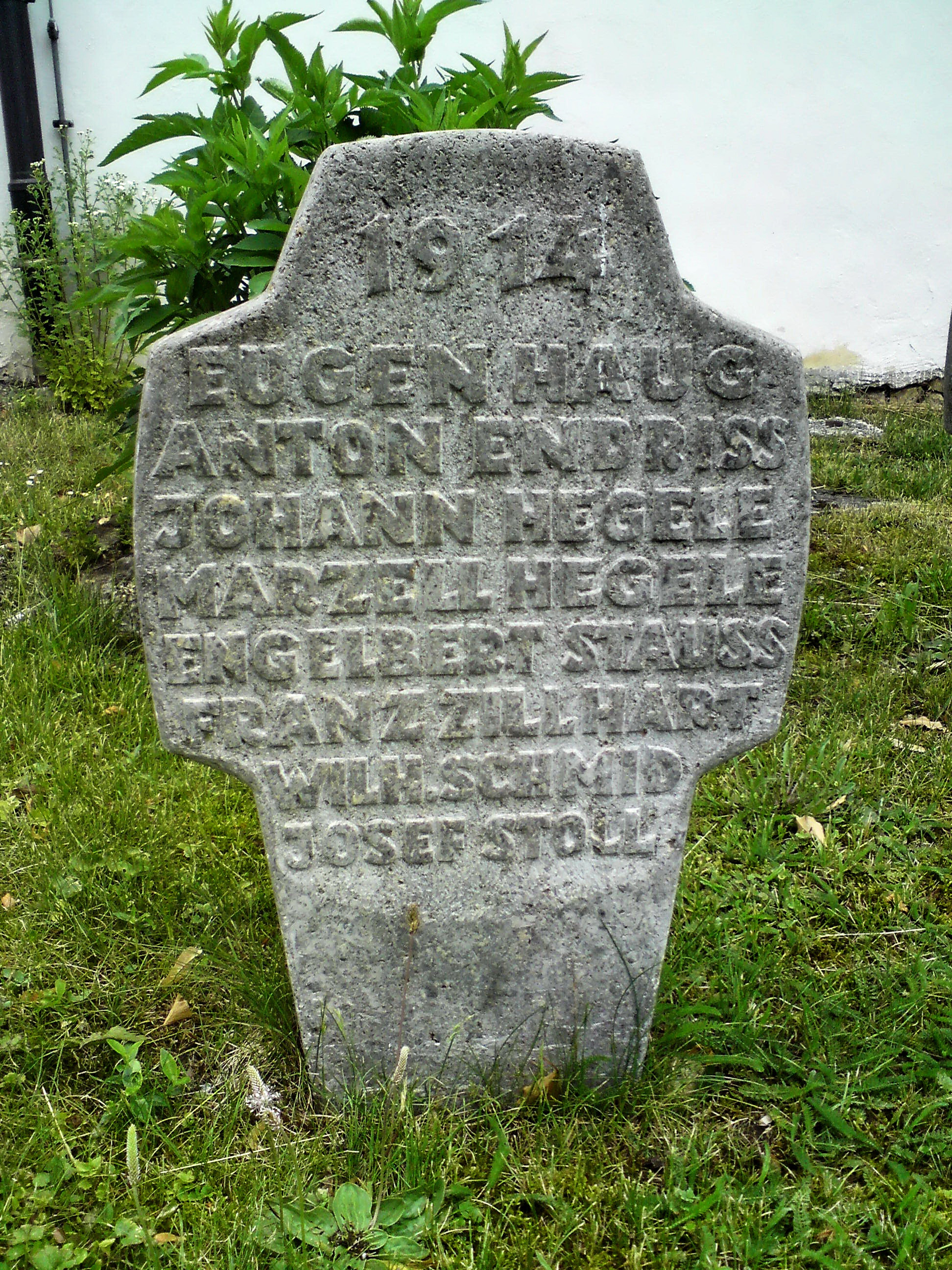
Gedenkstein für die Opfer des Ersten Weltkrieges 1914.
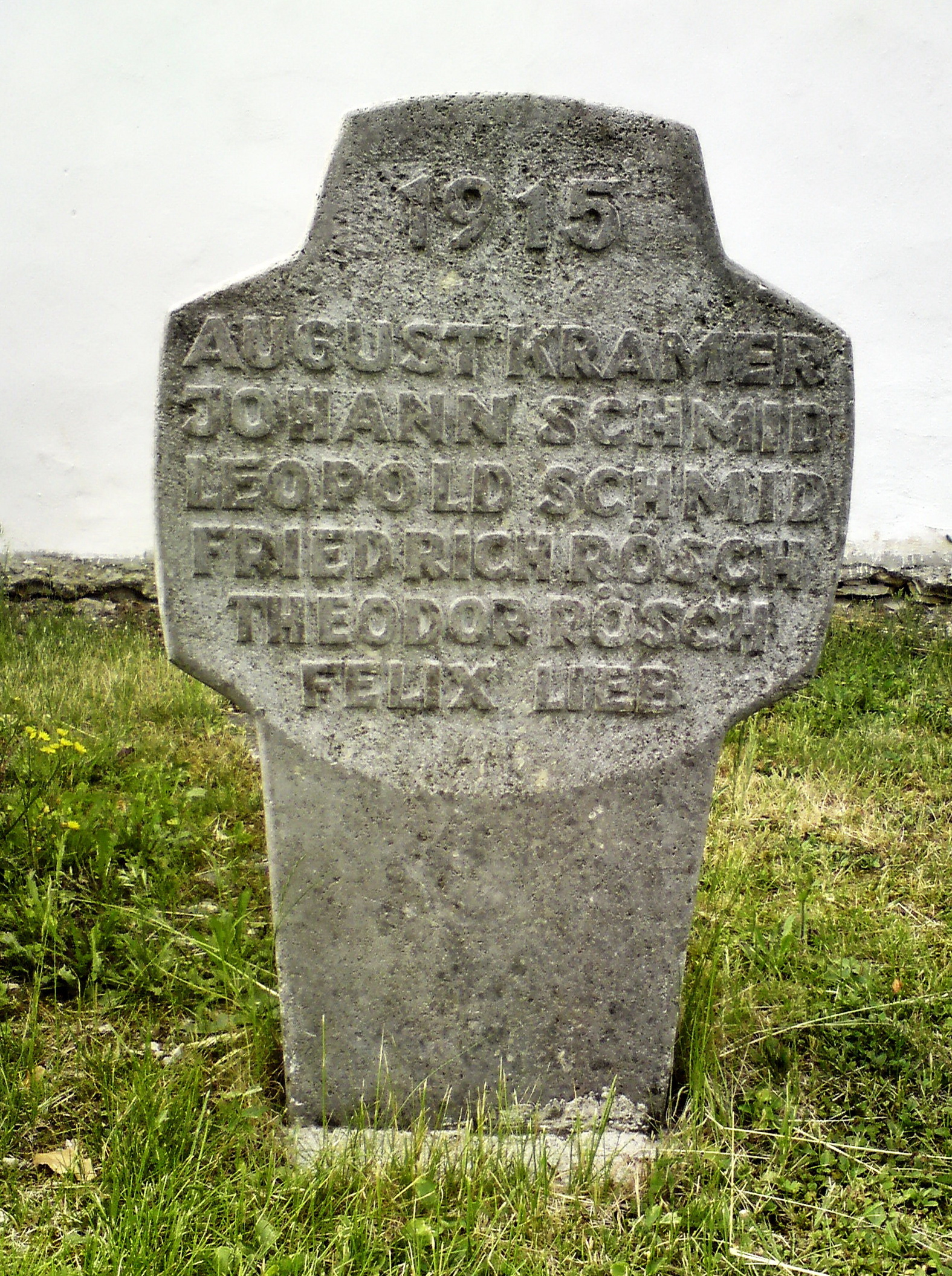
Gedenkstein für die Opfer des Ersten Weltkrieges 1915.
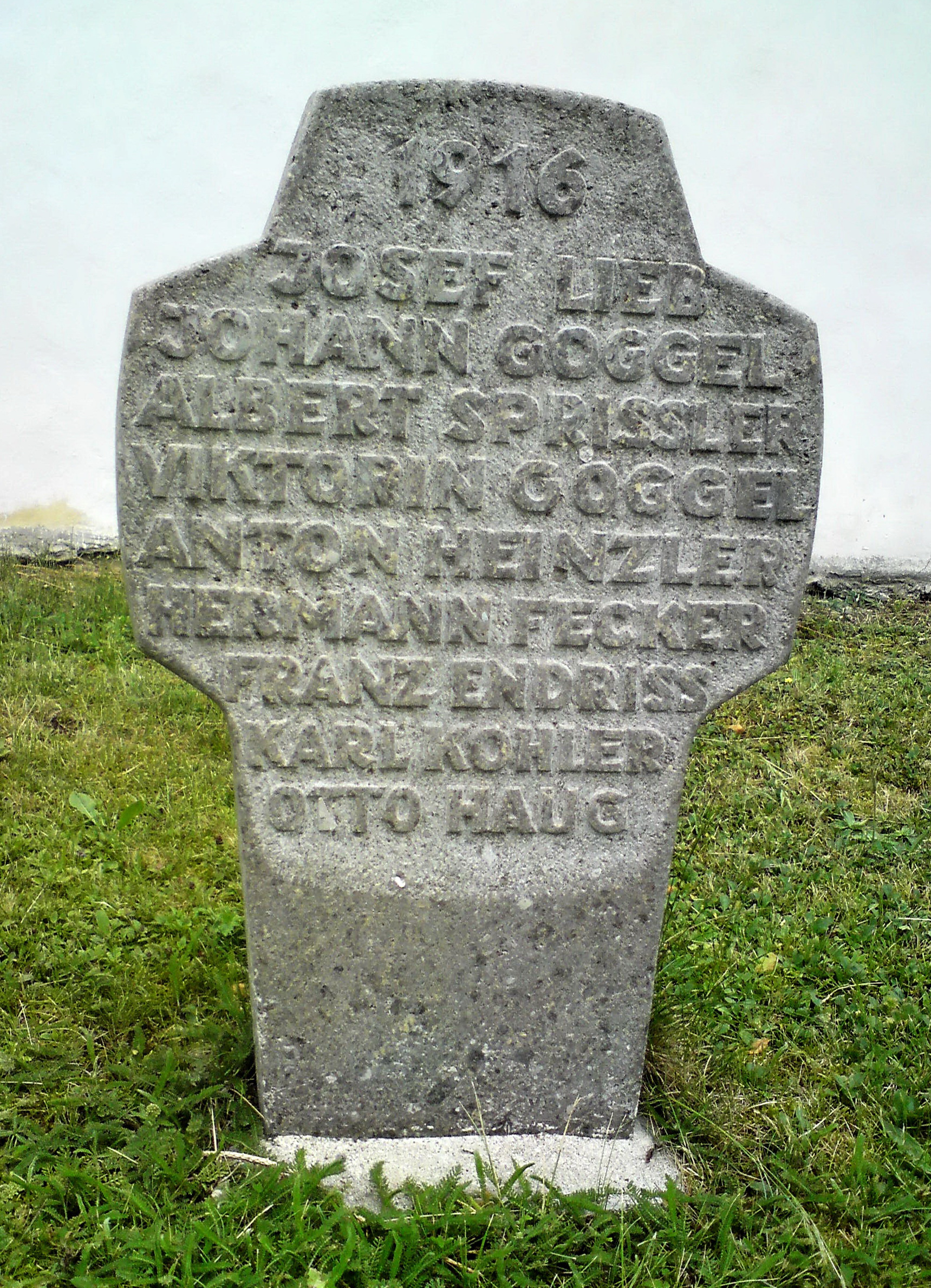
Gedenkstein für die Opfer des Ersten Weltkrieges 1916.
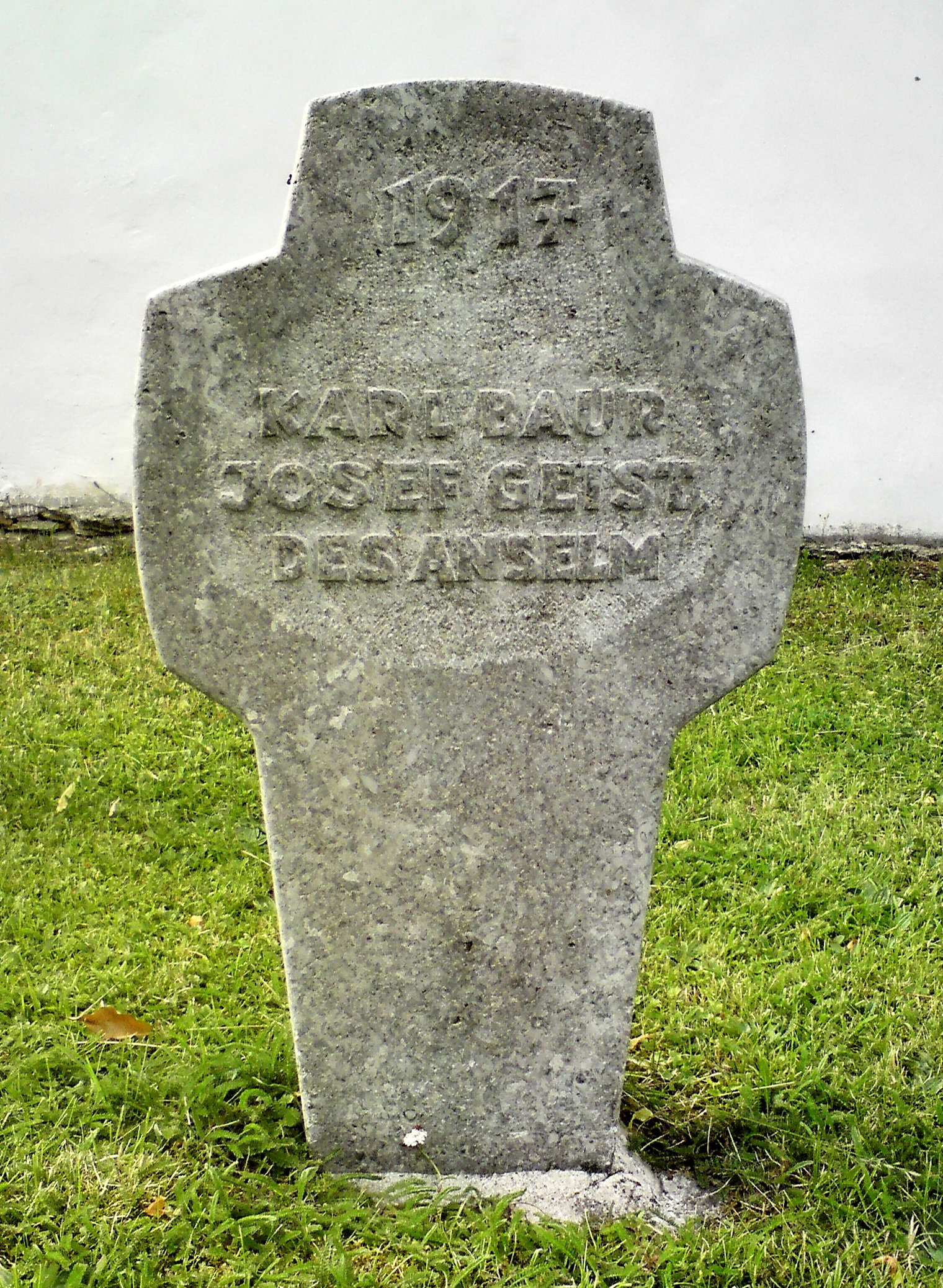
Gedenkstein für die Opfer des Ersten Weltkrieges 1917.
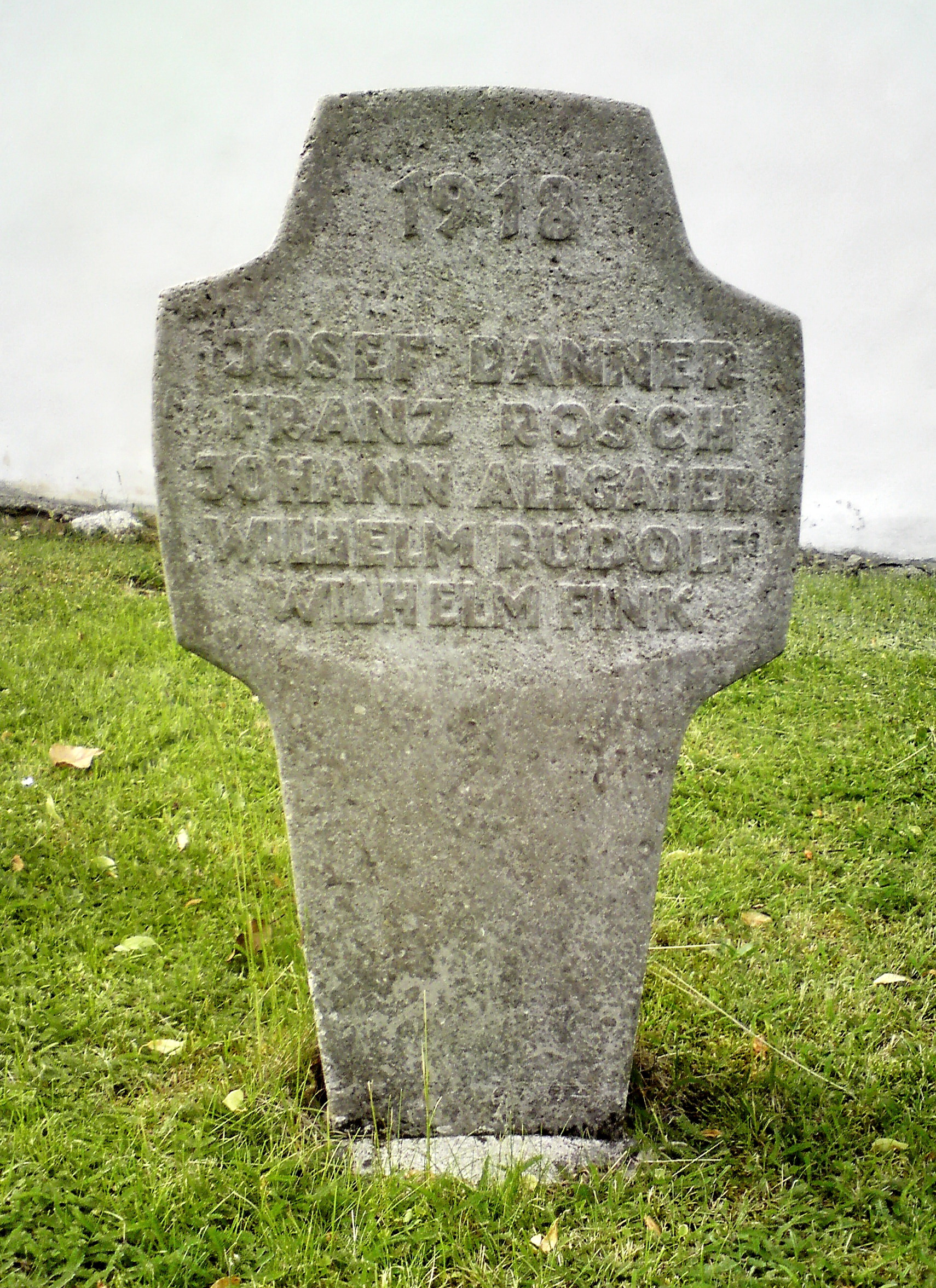
Gedenkstein für die Opfer des Ersten Weltkrieges 1918.
Gedenkblatt für die Gefallenen und Vermissten des Ersten Weltkrieges aus Veringenstadt.

## Denkmale für die Opfer des Zweiten Weltkrieges 1939–1945

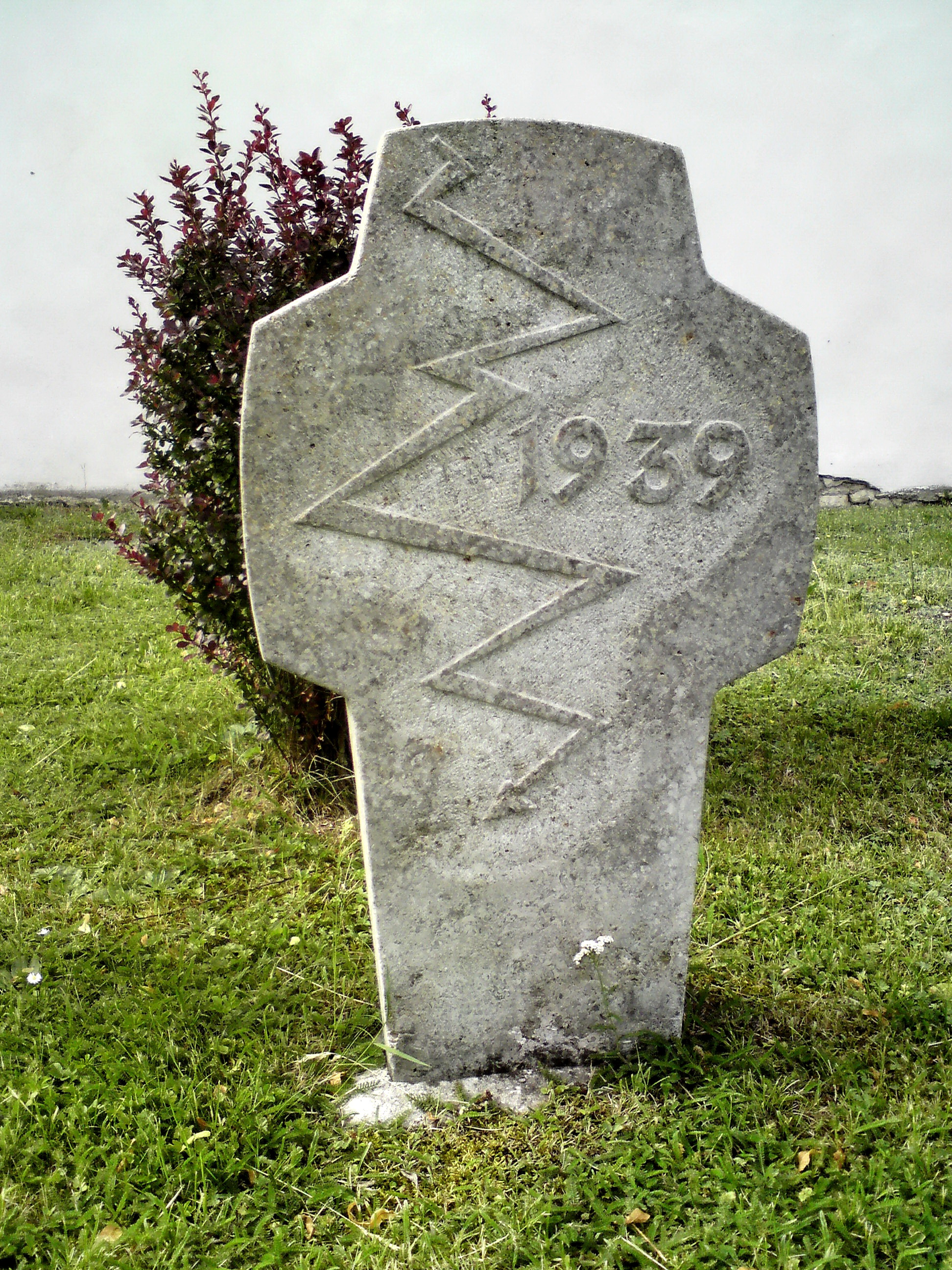
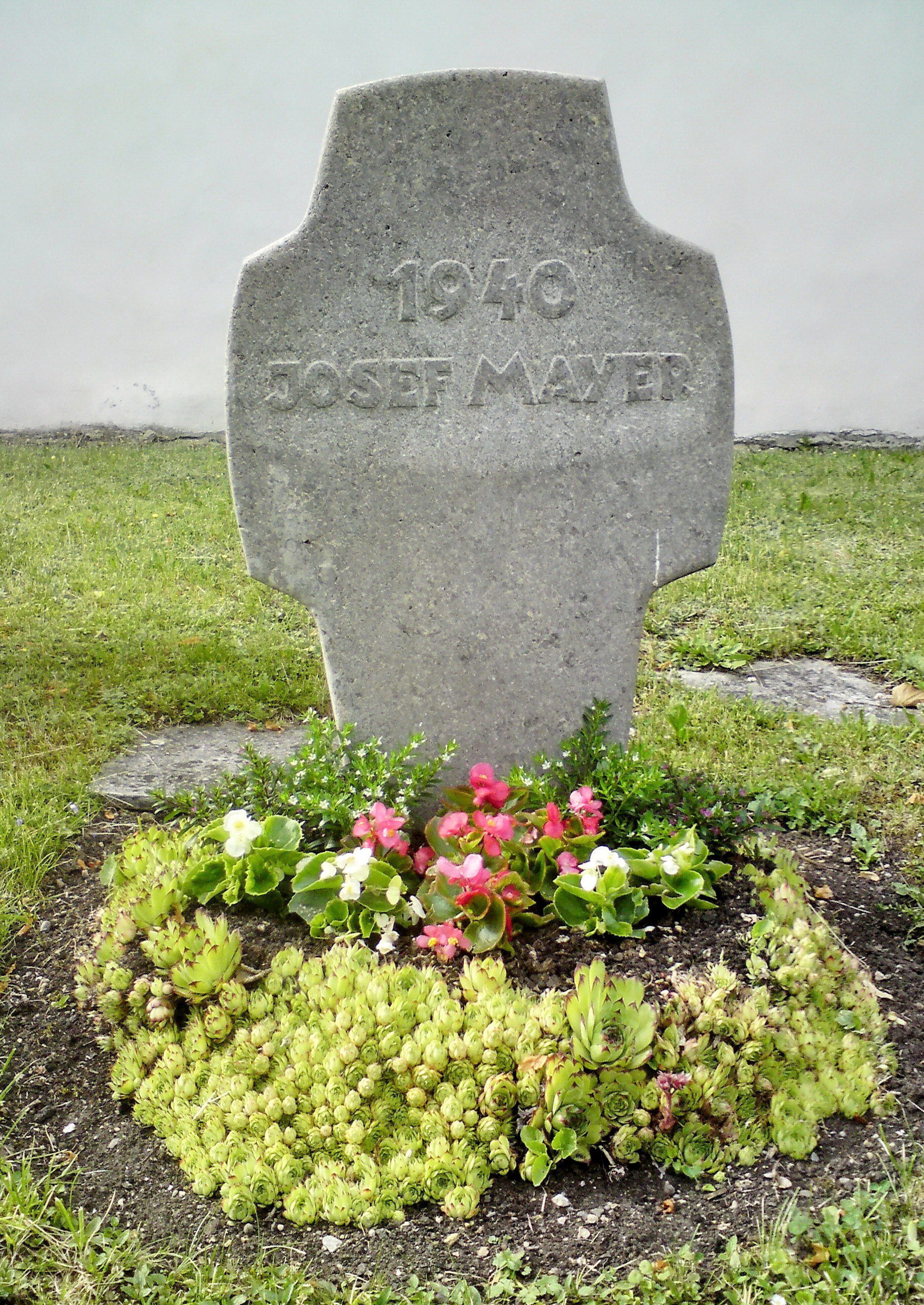
Gedenkstein für die Opfer des Zweiten Weltkrieges 1940.
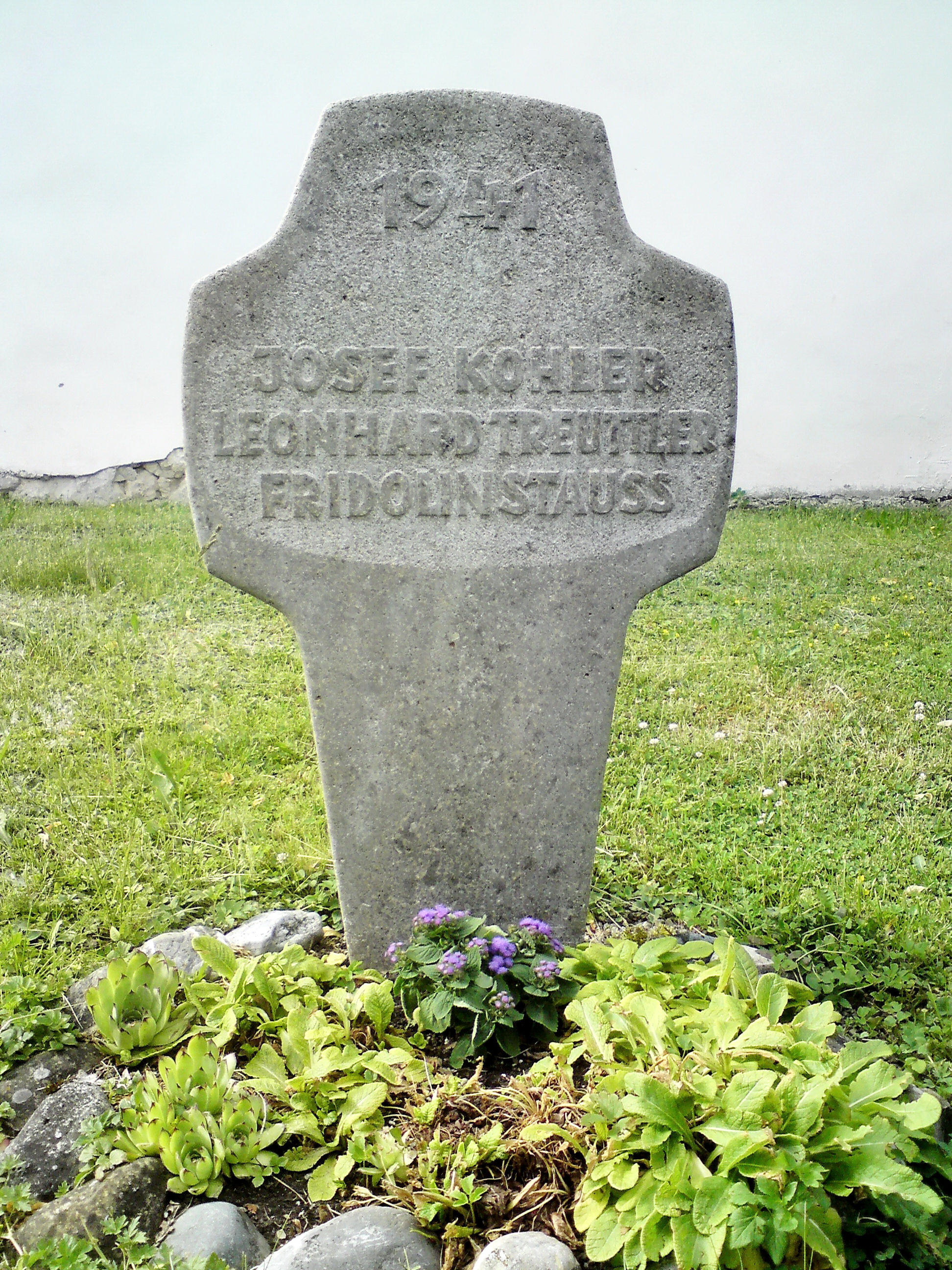
Gedenkstein für die Opfer des Zweiten Weltkrieges 1941.
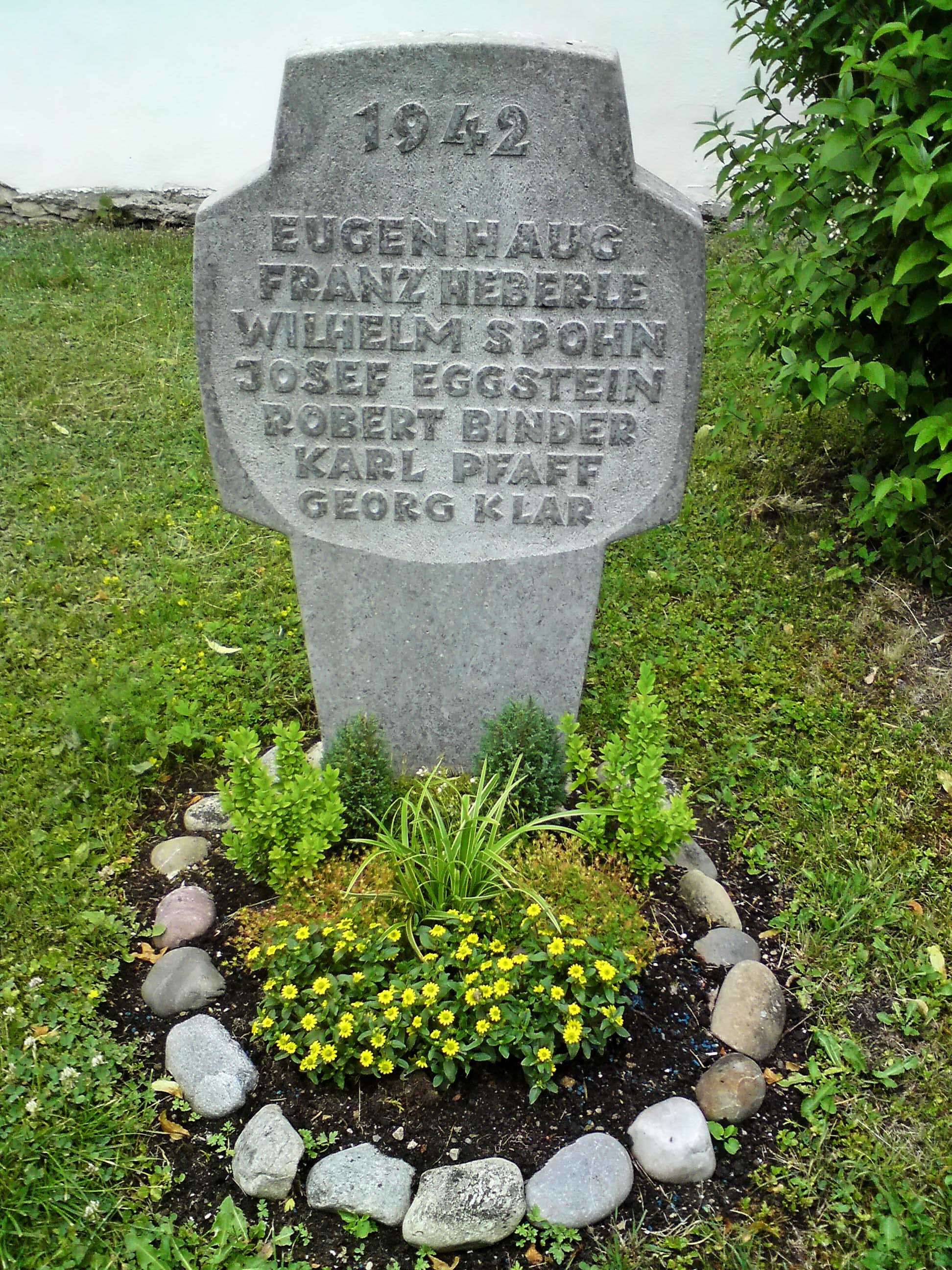
Gedenkstein für die Opfer des Zweiten Weltkrieges 1942.
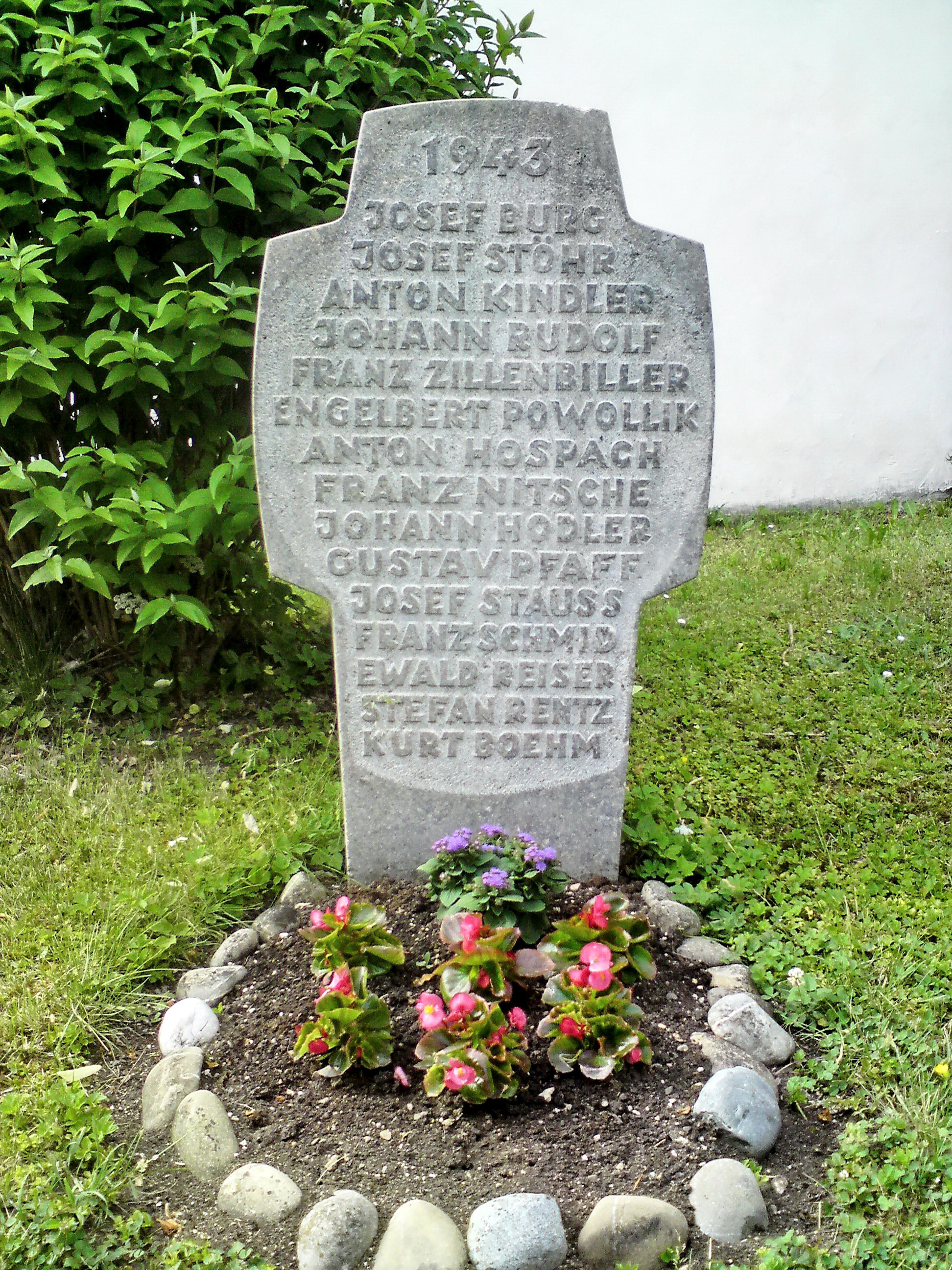
Gedenkstein für die Opfer des Zweiten Weltkrieges 1943.
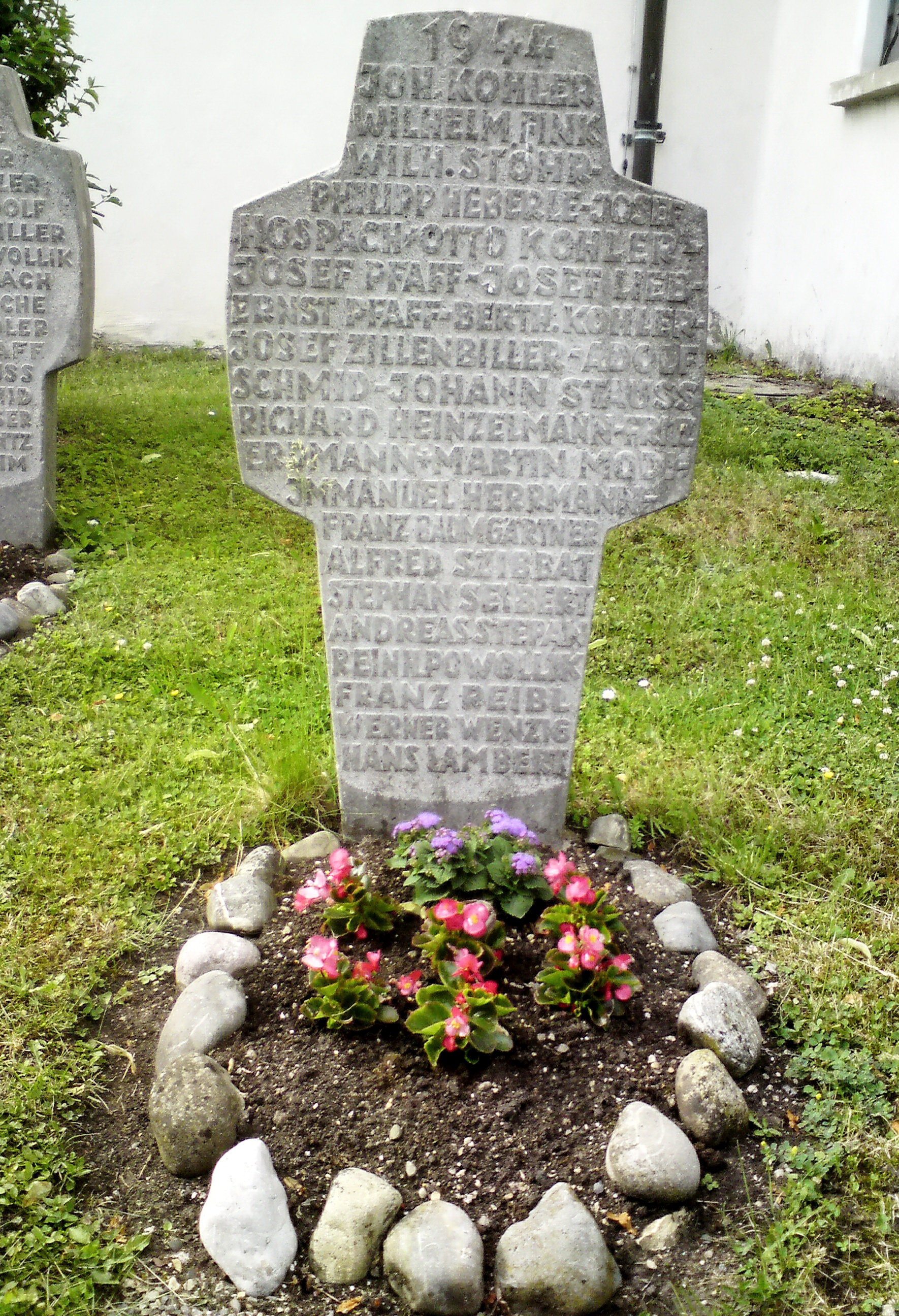
Gedenkstein für die Opfer des Zweiten Weltkrieges 1944.
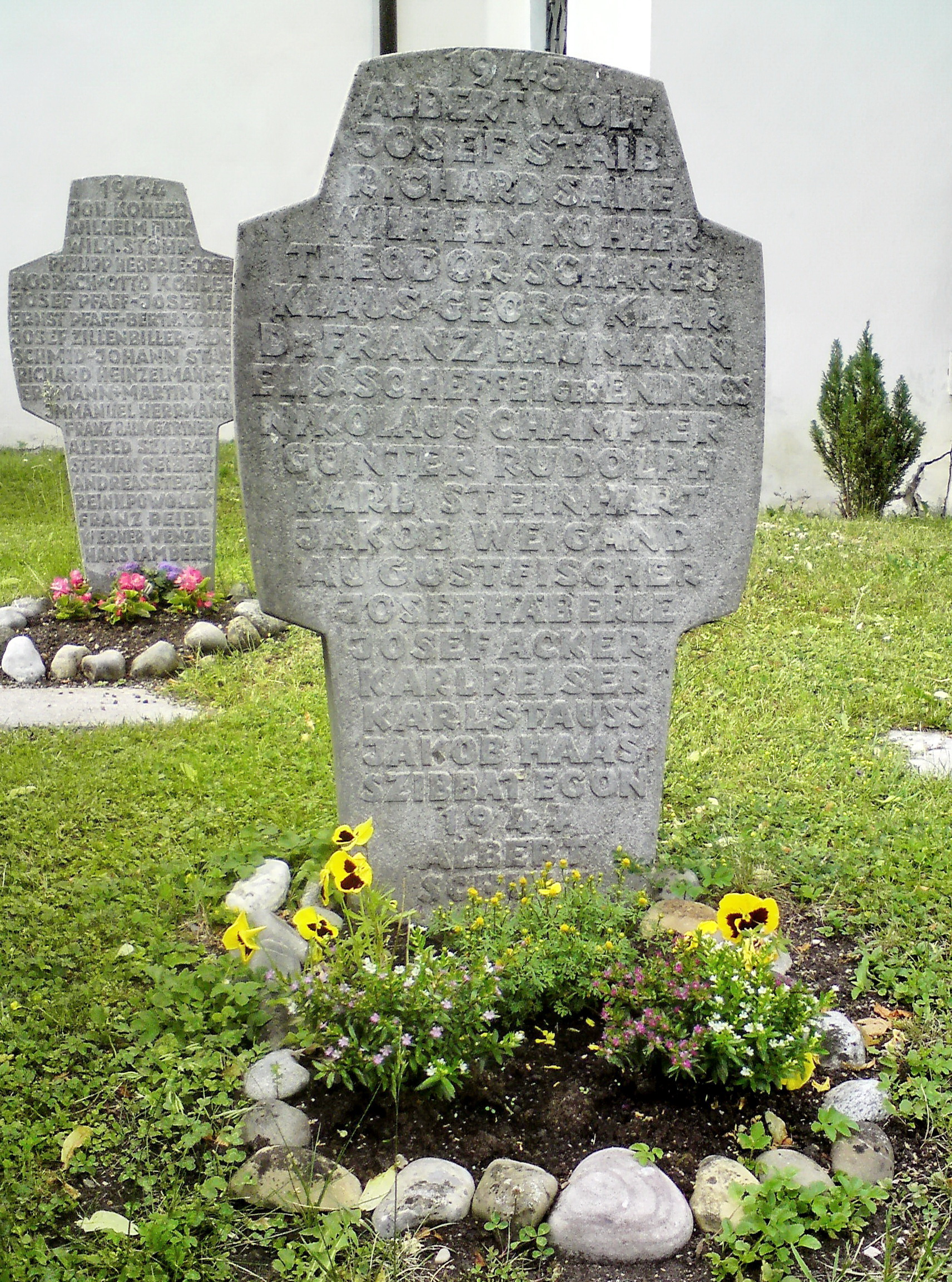
Gedenkstein für die Opfer des Zweiten Weltkrieges 1945.